# Gerald Celente
Gerald Celente, född den 29 november 1946, är en amerikansk trendanalytiker/futurolog, företagskonsult, författare och skribent. Han gör förutsägelser om den finansiella ekonomin, såsom finanskrascher, och andra stora omvälvningar i samhället. Som analytiker har han varit gäst på TV-shower som The Oprah Winfrey Show, The Today Show, Good Morning America, CBS Morning News, The Glenn Beck Show och NBC Nightly News. Han har också synts i BBC, CNN och i nyzeeländsk och kanadensisk TV. 

## Förutsägelser
Celente påstår sig ha förutspått en rad stora omvälvningar. Bland annat aktiekraschen 1987, Sovjetunionens upplösning 1992, valutakrisen i Asien 1997, 9/11-katastrofen och finanskrisen 2008-2009. Hans senare förutsägelser inkluderar även terrorism, ekonomiska kollapser, krig och skatteuppror. Han har också länge förutspått ökad antiamerikanism.